# Nabój 7,62 × 45 mm vz. 52
7,62 × 45 mm vz. 52 (M 1952) – czechosłowacki nabój pośredni opracowany w końcu lat 40. XX wieku.
Nabój pośredni 7,62 × 45 mm vz. 52 został opracowany w Czechosłowacji pod koniec lat 40. XX wieku. Wprowadzono go do użytku w roku 1952 wraz z karabinkiem samopowtarzalnym vz. 52. Naboje vz. 52 wycofano z użytku już na początku lat 60. XX wieku, co było spowodowane ujednoliceniem amunicji wykorzystywanej przez państwa Układu Warszawskiego. W armii czechosłowackiej naboje 7,62 × 45 mm vz. 52 zostały zastąpione przez radzieckie naboje 7,62 mm × 39 mm wz. 43.
Nabój vz. 52 był produkowany z łuskami mosiężnymi lub stalowymi lakierowanymi oraz z pociskami zwykłymi (z rdzeniem stalowym) i smugowymi. Obydwa typy pocisków miały identyczną masę.